# Katalog zabytków sztuki w Polsce
Katalog zabytków sztuki w Polsce – wydawnictwo seryjne wydawane przez Instytut Sztuki PAN od 1951, w którym publikowane są zinwentaryzowane dane zabytków sztuki, w oparciu o podział administracyjny Polski. Zeszyt z katalogiem składa się z charakterystyki danego rejonu, specyfiki jego zabytków, katalogu zabytków w układzie topograficznym-alfabetycznym, bibliografii, map, ilustracji, indeksów oraz spisu dotychczas wydanych zeszytów.
W latach 2021-2023 zdigitalizowano i udostępniono zawartość ponad 200 zeszytów.

## Seria stara
Obejmuje 13 tomów zgodnie z podziałem administracyjnych sprzed roku 1975.
- Tom I woj. krakowskie
- Tom II woj. łódzkie
- Tom III woj. kieleckie
- Tom IV miasto Kraków
- Tom V woj. poznańskie
- Tom VI woj. katowickie
- Tom VII woj. opolskie
- Tom VIII woj. lubelskie
- Tom IX woj. szczecińskie
- Tom X woj. warszawskie
- Tom XI woj. bydgoskie
- Tom XII  nie ukazał się
- Tom XIII woj. rzeszowskie

## Seria nowa
Obejmuje 12 tomów odpowiadających podziałowi administracyjnemu z roku 1975. Dawne powiaty określane są jako okolice ważniejszych miejscowości (np. Krosno, Dukla i okolice).
- Tom I woj. krośnieńskie
- Tom II woj. elbląskie
- Tom III woj. rzeszowskie
- Tom IV woj. wrocławskie
- Tom V woj. gdańskie
- Tom VI miasto Częstochowa
- Tom VII miasto Poznań
- Tom VIII miasto Gdańsk
- Tom IX woj. łomżyńskie
- Tom X miasto Przemyśl
- Tom XI miasto Warszawa
- Tom XII woj. białostockie

## Redaktorzy naczelni
- 1954–1996 – Jerzy Zygmunt Łoziński
- 1997–1999 – prof. dr hab. Jakub Pokora i dr Maria Kałamajska-Saeed
- 2000–2006 – dr Maria Kałamajska-Saeed
- 2006 – dr Marcin Zgliński